# Macruromys
Macruromys és un gènere de rosegadors de la subfamília dels murins, format per només 2 espècies.

## Distribució i hàbitat
Viuen només a Nova Guinea, on el seu hàbitat són els boscos muntanyosos fins als 1.800 msnm.

## Descripció
Aquests rosegadors arriben a una longitud corporal d'entre 15 i 25 centímetres, i tenen una cua que fa entre 20 i 34 centímetres de llargada. El seu pelatge és de color gris groguenc o gris marró a la part superior i gris clar o blanquinós a la part inferior. Destaca la llargada de la cua, que es notablement més llarga que la resta del cos, i seus molars petits i molt simples.

## Ecologia
Viuen a terra i probablement s'alimenten de parts toves de plantes.

## Taxonomia
L'anàlisi de les distàncies immunològiques, fet per Watts i Baverstock, va col·locar a Macruromys dins la divisió Pogonomys juntament amb Anisomys, Chiruromys, Coccymys, Hyomys, Mallomys i Pogonomys. Els estudis de Lecompte et al, el van col·locar dins la tribu dels hidrominis.

## Estat de conservació
Segons la Unió Internacional per a la Conservació de la Natura (UICN), M. major està catalogada en risc mínim a causa de la seva àmplia distribució i que la seva població és estable. Pel que fa a M. elegans, la manca d'informació recent ha portat a la UICN a catalogar aquesta espècie com a dades insuficients.